# Luís de Freitas Branco
Luís de Freitas Branco (n. Lisboa, 12 de octubre de 1890 - Lisboa, 27 de noviembre de 1955), fue un compositor portugués y una de las más importantes personalidades de la cultura portuguesa del siglo XX.

## Breve biografía
Desarrolló su actividad en diversas áreas de la vida cultural. Educado en el medio familiar, bien pronto tomó contacto con la música, estudiando violín y piano. A los 14 años ya componía canciones que alcanzaron una gran popularidad. Al 17 años empezó su tarea como crítico musical en el Diário Ilustrado. También estudió órgano.
En 1910 se instaló en Berlín con el fin de estudiar composición, música antigua y metodología de la historia de la música. En mayo de 1911 viajó a París, donde tuvo ocasión de conocer a Claude Debussy y la corriente estética impresionista. En 1916 fue nombrado director del Conservatorio de Lisboa. Entre 1919 y 1924 fue subdirector.
Mantuvo relaciones estrechas con diferentes personajes de la vida cultural portuguesa, como Bento de Jesus Caraça y António Sérgio.
A partir de 1940 es injustamente acusado de irreverente por comportarse de manera "impropia" en las aulas y por hechos de su vida privada, sufriendo un proceso que culminaría en su suspensión como docente del Conservatorio. A partir de entonces se dedicó a la radio y a sus discípulos. A él se debe, en 1945, el descubrimiento íntegro en la Biblioteca Municipal de Évora de la primera ópera hispana, Celos aun del aire matan, fechada en 1660, con libreto de Pedro Calderón de la Barca y música de Juan Hidalgo.